# Club de Fútbol Reus Deportiu
Maillots
Le Club de Futbol Reus Deportiu était un club de football basé à Reus (province de Tarragone). Il disparaît en 2020 à la suite d'une liquidation judiciaire.

## Histoire
Le club passe 48 saisons en Tercera División (D3 / D4), et neuf saisons en Segunda División B (D3). 
Il évolue en Segunda División B lors de la saison 2002-2003, puis lors de la saison 2005-2006, et enfin de 2011 à 2016.
En juin 2016, le club est promu en deuxième division pour la première fois de son histoire, en battant le Racing de Santander lors des play-offs. Le 20 août 2016, Reus bat 1 à 0 (but de Benito) le RCD Majorque lors de son premier match en D2.
En janvier 2019, la Ligue de football décide d'expulser le CF Reus Deportiu au cours des trois prochaines années des compétitions professionnelles. Le club a également une amende de 250 000 euros pour salaires non payés de ses joueurs.
La punition sévère est justifiée par la "gravité spéciale des actes commis" et par la "récidive" de Reus Deportiu. La peine devait être de cinq ans mais a été ramenée à trois ans, le club ne jouera donc pas les matchs retours de la saison 2018-2019.
En septembre 2019, le club est à nouveau disqualifié de son championnat régional.
Le 20 octobre 2020, le CF Reus est dissous en raison d'une dette estimé à environ 9 millions d'euros.

## Personnalités du club

### Anciens entraîneurs
L'ancien footballeur international espagnol Ramón Calderé a été entraîneur du club.
- Ramón Encinas
- Ramón Calderé
- José Juncosa
- Josep Seguer